# Moderne vijfkamp op de Olympische Zomerspelen 2000
De moderne vijfkamp is een van de sporten die beoefend werden tijdens de Olympische Zomerspelen 2000 in Sydney.

## Heren

### Individueel
| rang   | sporter                | land | Schieten | Schermen | Zwemmen | Paardensport | Atletiek | totaal |
| ------ | ---------------------- | ---- | -------- | -------- | ------- | ------------ | -------- | ------ |
| Goud   | Dmitri Svatkovski      | RUS  | 1048     | 880      | 1224    | 1070         | 1154     | 5376   |
| Zilver | Gabor Balogh           | HUN  | 1108     | 920      | 1221    | 980          | 1124     | 5353   |
| Brons  | Pavel Dovgal           | BLR  | 1168     | 760      | 1254    | 1070         | 1086     | 5338   |
| 4      | Sébastien Deleigne     | FRA  | 1048     | 880      | 1190    | 1010         | 1198     | 5326   |
| 5      | Vadim Tkatsjoek        | UKR  | 1144     | 840      | 1138    | 1070         | 1082     | 5274   |
| 6      | Chad Senior            | USA  | 1060     | 960      | 1278    | 890          | 1068     | 5256   |
| 7      | Andrejus Zadneprovskis | LTU  | 1000     | 840      | 1257    | 955          | 1184     | 5236   |
| 8      | Oliver Clergeau        | FRA  | 1096     | 1000     | 1163    | 1040         | 918      | 5217   |

## Dames

### Individueel
| rang   | sporter                | land | Schieten | Schermen | Zwemmen | Paardensport | Atletiek | totaal |
| ------ | ---------------------- | ---- | -------- | -------- | ------- | ------------ | -------- | ------ |
| Goud   | Stephanie Cook         | GBR  | 1072     | 760      | 1138    | 1040         | 1308     | 5318   |
| Zilver | Emily de Riel          | USA  | 1156     | 800      | 1182    | 1070         | 1102     | 5310   |
| Brons  | Kate Allenby           | GBR  | 1036     | 920      | 1191    | 1040         | 1086     | 5273   |
| 4      | Mary Beth Iagorashvili | USA  | 964      | 960      | 1205    | 1040         | 960      | 5129   |
| 5      | Paulina Boenisz        | POL  | 1060     | 800      | 1121    | 1040         | 1078     | 5099   |
| 6      | Zjanna Sjoebenok       | BLR  | 1084     | 840      | 1142    | 1010         | 1010     | 5086   |
| 7      | Jelizabeta Soevorova   | RUS  | 1096     | 960      | 1117    | 827          | 1076     | 5076   |
| 8      | Jeļena Rubļevska       | LAT  | 964      | 960      | 1110    | 955          | 1062     | 5051   |

## Medaillespiegel
| rang   | land             | goud | zilver | brons | totaal |
| ------ | ---------------- | ---- | ------ | ----- | ------ |
| 1      | Groot-Brittannië | 1    | 0      | 1     | 2      |
| 2      | Rusland          | 1    | 0      | 0     | 1      |
| 3      | Hongarije        | 0    | 1      | 0     | 1      |
| 3      | Verenigde Staten | 0    | 1      | 0     | 1      |
| 5      | Wit-Rusland      | 0    | 0      | 1     | 1      |
| totaal | totaal           | 2    | 2      | 2     | 6      |